# Manheim Auctions
Manheim Auctions ist das größte Autoauktionshaus der Welt. Das Unternehmen mit Hauptsitz in Manheim (Pennsylvania), in den Vereinigten Staaten, gehört zum US-amerikanischen Medienkonzern Cox Enterprises.
Manheim Auktions wickelt weltweit jährlich mehr als zehn Millionen Fahrzeugauktionen ab und ist damit Branchenführer. Insgesamt werden 145 Niederlassungen betrieben, davon 38 in Europa. Umgesetzt wurden weltweit 59 Milliarden Dollar.
Im Jahre 2008 eröffnete das Auktionshaus eine Filiale in Düren mit zwei Auktionshallen. In 2009 wurden dort über 10.000 Fahrzeuge versteigert. Hauptsächlich für Chrysler Deutschland übernimmt das Unternehmen in Deutschland die Abwicklung der Leasing- und Mietwagenrückläufe.